# Ivan Ivančić
Ivan Ivančić (Grabovica, 6. prosinca 1937. - Zagreb, 28. kolovoza 2014.), poznat i po nadimku Trendžo, bio je hrvatski atletičar i atletski trener. Natjecao se u bacanju kugle.  
Trideset i pet je godina radio kao školski učitelj.
Njegov najbolji osobni rezultat bio je hitac od 20,77 m koji je bacio 1983. godine.
Bio je državni prvak Jugoslavije 7 puta, od 1970. do 1975. te 1977. godine. Šest je puta rušio državni rekord. Na balkanskim prvenstvima u atletici prvakom je bio 1970., 1971., 1972., 1983. i 1986. godine (s 49 godina!).
Sudjelovao je na Olimpijskim igrama 1972. u Münchenu (19. mjesto) i 1976. u Montrealu (16. mjesto). Sudjelovao je na prvomu svjetskom prvenstvu 1983. u Helsinkiju (12. mjesto). U Helsinkiju je nastupao s navršenih 45 godina i 244 dana. Time je do danas najstariji sudionik SP-a u bacanju kugle i u svim disciplinama na SP-u općenito.
Mjesec dana prije tog SP-a, 31. kolovoza 1983. u Koblenzu postavio je svoj osobni rekord od 20,77 m. Do 2010. godine to je svjetski rekord u kategoriji za muškarce od 45. do 49. godina (M45). Ni jedan športaš njegove dobi do danas nije uspio približiti mu se na bliže od 2,5 metra po duljini hitca. Njegov rezultat iz 1980. od 20,44 m bio je svjetski rekord u kategoriji za muškarce od 40. do 45. godina (M40) sve dok nije srušen 1985. godine.
Iz profesionalnih se natjecanja povukao 1987. s 50 godina. Neko se vrijeme natjecao u veteranskim natjecanjima, no odustao je „jer nije mogao prihvatiti činjenicu da više ne može baciti preko 20 metara kao što je mogao prije”.

## Trenerska karijera
Bio je trener hrvatske rekorderke u bacanju diska i bacanju kugle te olimpijske, svjetske i europske prvakinje u bacanju diska Sandre Perković, desetak godina.
Trenirao je još između ostalih hrvatske kladivaše: Ivanu Brkljačić, Edisa Elkasevića, Marina Premerua, Matiju Gregurića, Martina Markovića, Nedžada Mulabegovića, Darka Kralja, Mariju Tolj i dr.
Za 1995. godinu dobio je prestižnu godišnju državnu nagradu za šport "Franjo Bučar", a 2012. godine istu nagradu za životno djelo.